# 福田雄一
福田雄一（日语：福田 雄一，1968年7月12日—）是日本劇作家、放送作家（節目企劃）、編劇、導演，栃木縣小山市出生。成城大学出身。劇團「Bravo Company」座長。
2007年也與演員儿岛雄一共同組成負責編劇・導演的團體「U-1グランプリ」、自己也會下場演出。曾被栃木縣任命為小山評定ふるさと大使。

## 主要作品

### 電影
- 功夫棒球（2005年） - 編劇
- 我和條子的700天戰爭（2008年） -編劇
- 非女子図鑑「死ねない女」（2009年） -編劇
- 星降大洗城（2009年） - 原作・編劇・導演
- かずら（2010年） - 編劇（石川北二・塚本連平）
- 高校デビュー（2011年） -編劇
- 缪思之鏡（2012年） -編劇・導演
- 兒童警察（2013年） -編劇・導演
- 瘋狂假面（2013年） -編劇・導演
- 俺はまだ本気出してないだけ（2013年）[1] -編劇・導演
- 女子戰隊（2014年） -編劇・導演
- 明烏（2015年） -編劇・導演
- 瘋狂假面：變態危機（2016年） -編劇・導演
- 銀魂（2017年） -編劇・導演
- 齊木楠雄的災難（2017年） -編劇・導演
- 初吻50次（2018年） -編劇・導演
- 銀魂2：規矩是為了被打破而存在的（2018年） -編劇・導演
- 阿宅的戀愛太難（2019年） -編劇・導演
- 我是大哥大!!（2020年） -編劇・導演
- 新解釋·三國志（2020年）-編劇・導演
- 黑夜遊行（2022年）-導演
- 地下忍者（2025年）-編劇・導演

### 電視劇
- ギンザの恋（2002年、日本電視台） -編劇
- 独身3!!（2003年10月 - 12月、朝日電視台） -編劇
- ラスト・プレゼント（2005年、朝日電視台） - 分鏡、編劇・導演
- ココリコミラクルタイプドラマスペシャル（2006年、富士電視台） -編劇
- ですよねぇ。（2006年、TBS） - 編劇（第一次單獨負責電視劇劇本）
- 和田秋子殺人事件（2007年、TBS） -編劇
- いぬ会社（2007年、BS富士） -編劇・導演
- 1磅的福音（2008年1月 - 3月、日本電視台） -編劇
- 33分偵探（2008年8月 - 9月、富士電視台） - 原案・編劇・導演
  - 歸來了嗎？33分鐘偵探（2009年3月、富士電視台） - 原案・編劇
  - 被迫歸來的33分偵探（2009年3月 - 4月、富士電視台） - 原案・編劇・導演
- 猿ロック（2009年7月 - 10月、讀賣電視台） -編劇
- 東京DOGS（2009年10月 - 12月、富士電視台） -編劇
- 火線警告（2009年起製作、2010年日本電視台播放） - 配音
- プロゴルファー花（2010年4月 - 6月、讀賣電視台） -編劇・導演
- 同期（2011年2月20日、WOWOWドラマW） - 脚本
- 勇者義彥和魔王之城（2011年7月 - 9月、東京電視台） -編劇・導演
- 幸運7人組（2012年1月 - 2月、富士電視台ONE TWO NEXT） - 編劇
- 缪思之鏡（2012年1月 - 6月、日本電視台） -編劇・導演
- 兒童警察（2012年4月 - 6月、MBS・TBS） -編劇・導演
- 小惠會使用魔法嗎？（2012年7月 - 12月、日本電視台） -編劇・導演
- 勇者義彥和惡靈之鑰（2012年10月 - 12月、東京電視台） -編劇・導演
- TOKYO機場～東京機場管制保安部～（2012年10月 - 11月、富士電視台ONE TWO NEXT）-編劇
- 兒童警視（2013年1月 - 3月、MBS・TBS） -編劇・監修
- 天魔先生來了（2013年7月 - 9月、TBS） - 編劇・導演
- 裁判長，肚子餓了！ （2013年10月 - 12月、日本電視台） - 編劇・導演
- 都市傳說之女第2季（2013年10月 - 12月、朝日電視台） -編劇
- 我討厭的偵探 （2014年1月 - 3月、朝日電視台） -編劇
- 青之炎 （2014年7月 - 9月、朝日電視台） -編劇・導演
- 我們無法被求婚的101個理由 （2014年11月 - 2015年2月、LaLa TV） -編劇・導演
- 尼采老師 （2016年1月 - 3月、Hulu、讀賣電視台） -編劇・導演
- 勇者義彥和被引導的七人（2016年10月、東京電視台） -編劇・導演
- 中年超人左江內氏 （2017年1月、日本電視台） -編劇・導演
- 我是大哥大!!（2018年10月、日本電視台）-編劇・導演
- 聖☆哥傳 （2018年10月、ピッコマTV） -編劇・導演

### 電視動畫
- わいもくん きいろいかおしてババンバン（編劇・構成、2009年10月 - 2011年5月、MUSIC ON! TV）

## 備註
1. ↑  . 映画.com. 2012-07-23  [2012-07-23]. （原始内容存档于2012-07-24）.

## 外部連結
- 劇団ブラボーカンパニー （页面存档备份，存于）
- U-1グランプリ （页面存档备份，存于）
- 福田 雄一的X（前Twitter）
- Yûichi Fukuda在互联网电影资料库（IMDb）上的資料（英文）